# 59800 Астропіс
59800 Астропіс (59800 Astropis) — астероїд головного поясу, відкритий 14 серпня 1999 року.
Тіссеранів параметр щодо Юпітера — 3,304.